# District de Chikmagalur
Le district de Chikmagalur (kannada : ಚಿಕ್ಕಮಗಳೂರು ಜಿಲ್ಲೆ, hindi : चिकमगलूर जिला) est un district de l'état du Karnataka, en Inde.

## Géographie
Au recensement de 2011, sa population était de 1 137 961 habitants pour une superficie de 7 202 km2.
Son chef-lieu est la ville de Chikmagalur. Les Ghats occidentaux, notamment les massifs du Kudremukh et de Baba Budan Giri, occupent la partie ouest du district.

## Liste des Tehsil
Il est divisé en sept Tehsil :
- Sringeri
- Koppa
- Narasimharajapura
- Tarikere
- Kadur
- Chikmagalur
- Mudigere